# Protoneura klugi
Protoneura klugi là loài chuồn chuồn trong họ Protoneuridae. Loài này được Cowley mô tả khoa học đầu tiên năm 1941.